# Internationale Kurzfilmtage Oberhausen 2012

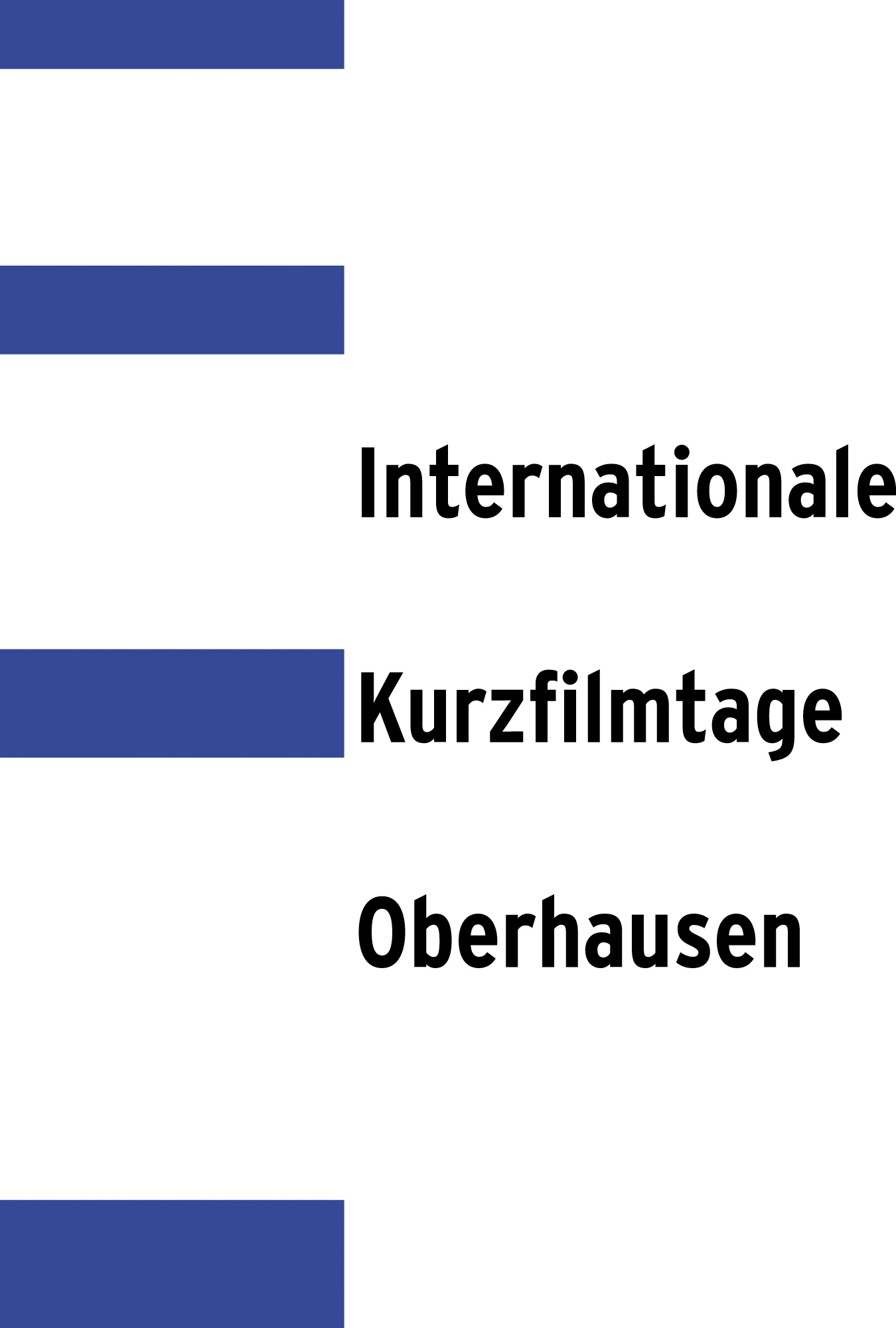
Logo

Die 58. Internationalen Kurzfilmtage Oberhausen 2012 fanden vom 26. April bis zum 1. Mai in der Oberhausener Lichtburg statt. Zum fünfzigsten Mal jährte sich die Unterzeichnung des Oberhausener Manifestes. Das Thema Provokation der Wirklichkeit: Mavericks, MouveMents, Manifestos wurde kuratiert von Ralph Eue und Olaf Möller. Profile behandelten Linda Christanell, Vera Neubauer, Ilppo Pohjola und Roee Rosen.

## Preisträger: Internationaler Wettbewerb

### Internationale Jury

#### Großer Preis der Stadt Oberhausen
Snow Tapes, Mich’ael Zupraner (Israel/Palästinensische Autonomiegebiete)

#### Hauptpreis
zwei Hauptpreise
Reframing the Artist, Sascha Pohle (Niederlande)
Ten Five in the Grass, Kevin Jerome Everson (Vereinigte Staaten)

#### ARTE-Preis für einen europäischen Kurzfilm
Marian Ilmestys, Eija-Liisa Ahtila (Finnland)

#### Lobende Erwähnungen
Sounding Glass, Sylvia Schedelbauer (Deutschland)
Tic Tac, Josephine Ahnelt (Österreich)

### Jury desMinisteriums für Familie, Kinder, Jugend, Kultur und Sport des Landes Nordrhein-Westfalen

#### Preis
Slot Machine, Wu Chang-Jung (Taiwan)

#### Lobende Erwähnung
Applied Theories of Expanding Minds, Lena Bergendahl, Jennifer Rainsford und Rut Karin Zettergren (Schweden/Kenia)

### FIPRESCI-Jury

#### Preis
Café Regular, Cairo, Ritesh Batra (Ägypten/Indien)

### Ökumenische Jury

#### Preis
Odete, Clarissa Campolina, Ivo Lopes Araújo und Luiz Pretti (Brasilien)

### Internationale Kurzfilmtage Oberhausen

#### Preis
Jalan Jati, Lucy Davis (Singapur)

### Zonta-Preis für eine Filmemacherin aus dem Internationalen oder deutschen Wettbewerb
Ersatz, Élodie Pong (Schweiz/Frankreich)

## Preisträger: Deutscher Wettbewerb

### Preis für den besten Beitrag
Item Number, Oliver Husain

### 3sat-Förderpreis
Red, She Said, Mareike Bernien und Kerstin Schroedinger

### Lobende Erwähnungen
The Centrifuge Brain Project, Till Nowak
Sounding Glass, Sylvia Schedelbauer

## Preisträger:NRW-Wettbewerb

### Preis für den besten Beitrag
Guck woanders hin, Charlotte Ann-Marie Rolfes

### Förderpreis
Daphne und Noa, Simon Steinhorst

## Preisträger: Kinder- und Jugendfilm-Wettbewerb

### Kinderjury

#### Preis
Ernesto, Corinne Ladeinde (Vereinigtes Königreich)

#### evo-Förderpreis
Mina Moes, Mirjam de With (Niederlande)

#### Lobende Erwähnung
Gogona Goridan, Eka Papiashvili (Deutschland/Georgien)

### Jugendjury

#### Preis
Junior, Julia Ducournau (Frankreich)

#### Lobende Erwähnung
Slot Machine, Wu Chang-Jung (Taiwan)

## Preisträger: 14. MuVi-Preis für das beste deutsche Musikvideo

### 1. Preis
uni acronym (alva noto ft. Anne-James Chaton), Carsten Nicolai

### 2. Preis
Fratzengulasch (Die Vögel), Katharina Duve und Timo Schierhorn

### 3. Preis
Try (Jolly Goods), Jolly Goods a.k.a. Tanja Pippi & Angy Lord

### MuVi-Online-Publikumspreis
Fratzengulasch (Die Vögel), Katharina Duve und Timo Schierhorn

## MuVi-Preis
Am 28. April fand die 14. „MuVi“-Preisverleihung statt. Bis zum 27. April konnte online für den 12. Publikumspreis abgestimmt werden, der mit 500 Euro dotiert war. Für die Preisträger siehe oben.

### Jury
Die Jury des MuVi-Preises 2012 setzte sich aus dem deutschen Journalisten Ralph Christoph, dem britischen Musikproduzenten Daniel Miller und der französischen Künstlerin Laetitia Rouxel zusammen.

### Kandidaten
Aus mehr als 210 Einreichungen für das beste deutsche Musikvideo wurden zehn Videos ausgesucht.
| Titel                          | Band                               | Regisseur(e)                               | Produzent(en)   | Jahr | Dauer |
| ------------------------------ | ---------------------------------- | ------------------------------------------ | --------------- | ---- | ----- |
| Blood                          | Vangelis                           | Oliver Pietsch                             | Oliver Pietsch  | 2011 | 3:19  |
| Fratzengulasch                 | Die Vögel                          | Katharina Duve und Timo Schierhorn         | Timo Schierhorn | 2011 | 5:20  |
| Ghostfile#10                   | Nikakoi                            | Jörg Langkau                               | Jörg Langkau    | 2011 | 5:21  |
| Kreukeltape                    | Machinefabriek                     | Daniel Franke und Cedric Kiefer            | Daniel Franke   | 2012 | 4:56  |
| Mickey Mouse & The Goodbye Man | Grinderman                         | Ilinca Höpfner                             | Ilinca Höpfner  | 2011 | 4:51  |
| Polaroyced                     | Mouse on Mars                      | Polynoid                                   | Polynoid        | 2012 | 4:11  |
| Question Mark                  | Terranova ft. Tomas Hoffding       | Gudrun Krebitz                             | Gudrun Krebitz  | 2012 | 3:42  |
| Try                            | Jolly Goods                        | Jolly Goods a.k.a. Tanja Pippi & Angy Lord | Jolly Goods     | 2011 | 4:10  |
| uni acronym                    | alva noto ft. Anne-James Chaton    | Carsten Nicolai                            | Carsten Nicolai | 2011 | 6:41  |
| Uuotnissa                      | Felix Kubin & Ensemble Intergrales | Deveroe A. Langston                        | HfG Offenbach   | 2011 | 4:30  |

### Handlungen
Blood
Oliver Pietsch nutzt wie gewohnt Found footage für sein Video und arbeitet erneut zum Thema Leben/Tod – genauer: Blut.
Fratzengulasch
Ein schwarz-weißes Gruppenfoto einer Schulklasse erwacht zum bunten Leben.
Ghostfile#10
Das Video ist dem japanischen Volke gewidmet und zeigt verschwommene Bilder von (Überwachungs-)Kameras oder von Nachrichtensendungen zum verheerenden Tōhoku-Erdbeben 2011.
Kreukeltape
Eine Form möchte sich aus Atomen bilden und fällt sofort explosionsartig in sich zusammen, bis sie es zum Ende hin fast schafft stabil zu bleiben.
Mickey Mouse & The Goodbye Man
Nach dem Trinken von Wolfsmilch macht ein Mann merkwürdige Erfahrungen.
Polaroyced
Mit einer Maske auf dem Kopf und einem roten T-Shirt mit Blitz sieht der Protagonist des Videos aus wie ein Superheld; er tanzt durch die Gegend und trifft auf einen kleinen Hund.
Question Mark
Eines der wenigen Lieder im Wettbewerb mit Gesang wird untermalt durch den Liedtext und passende Grafiken.
Try
Als Frau verkleidet singt ein Mann, seiner Rolle entsprechend, das Lied lippensynchron mit und steht dabei vor einem Mikrofon.
uni acronym
Carsten Nicolai arbeitet das Alphabet durch und lässt zu dreibuchstabigen Akronymen das entsprechende Logo oder ein passendes Symbol erscheinen.
Uuotnissa
Weiße Zeichnungen auf einem real-flackernden Hintergrund als passende Erscheinung des Wahnsinns.